# (100173) 1993 XZ
(100173) 1993 XZ es un asteroide perteneciente al cinturón de asteroides, descubierto el 11 de diciembre de 1993 por Takao Kobayashi desde el Observatorio de Ōizumi, Ōizumi, Japón.